# Lyells ek

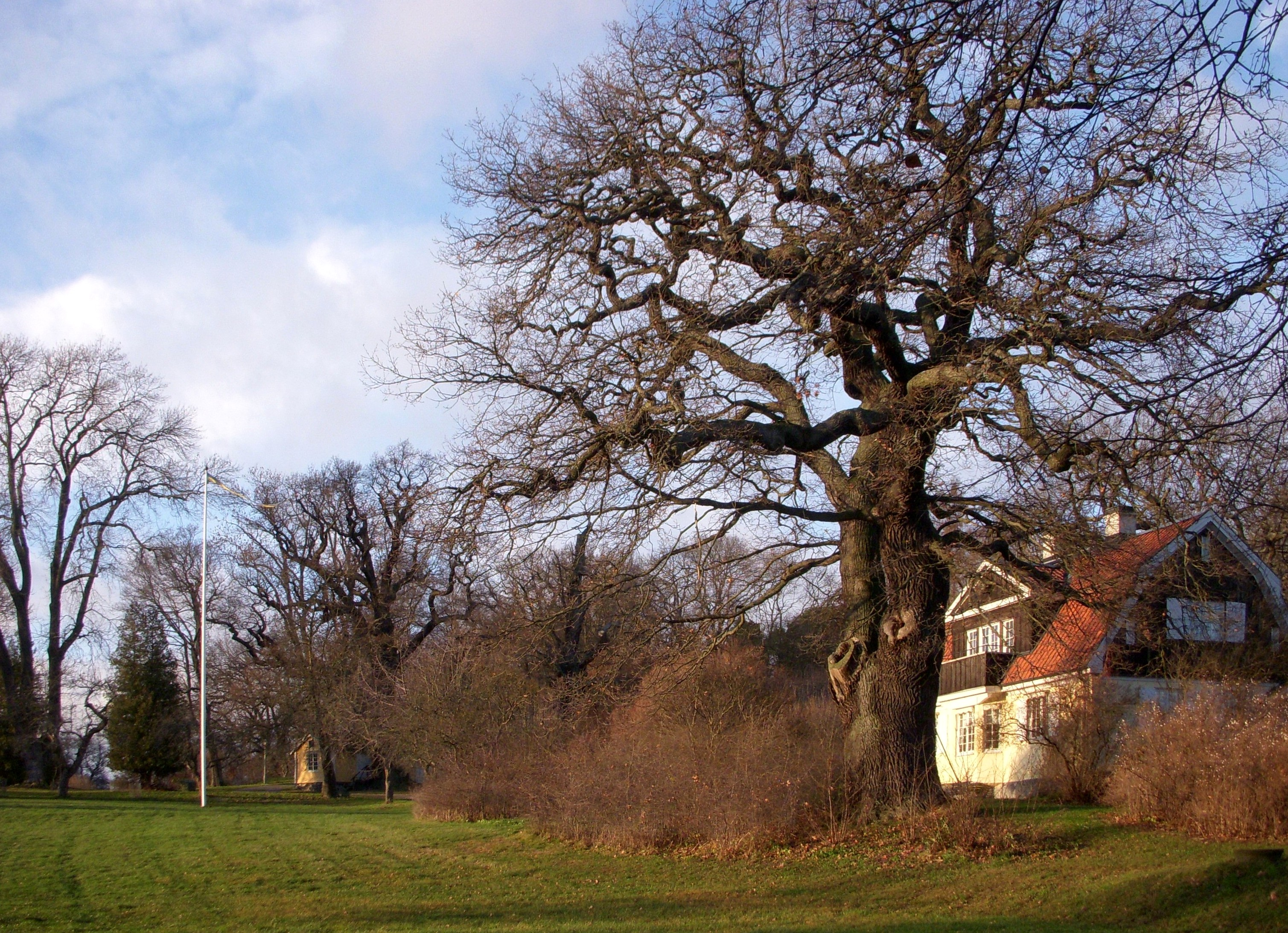
Lyells ek till höger med Fiskartorpseken i bakgrunden, vy mot norr, december 2011.

Lyells ek är en grov ek på Norra Djurgården, Stockholm. Eken har sitt namn efter den skotske geologen Charles Lyell.

## Beskrivning

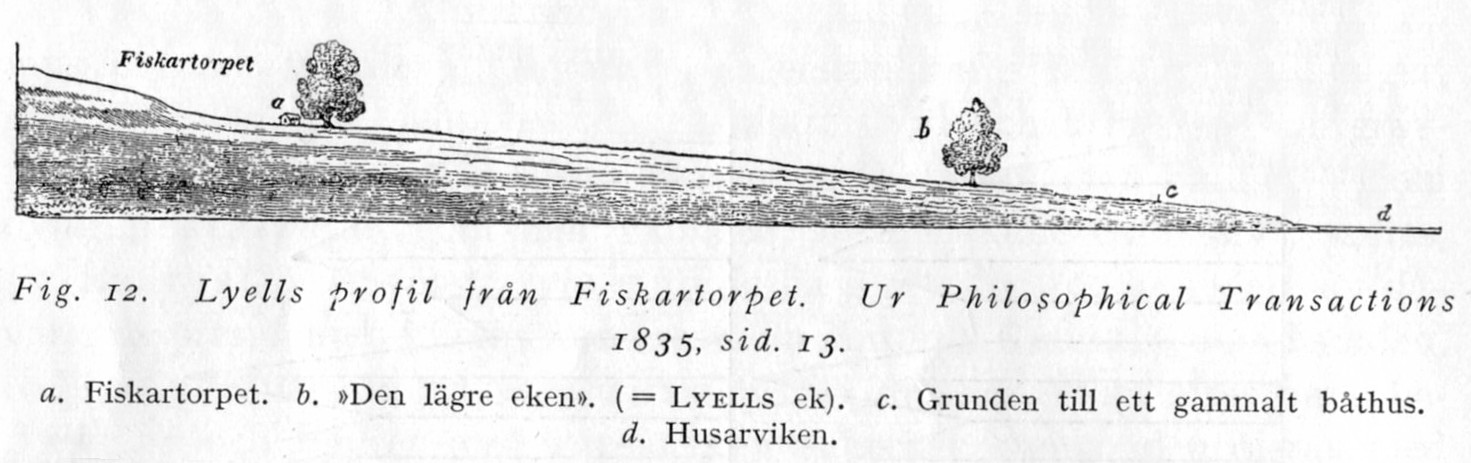
Lyells profil från Fiskartorpet.
Ur "Philosophical Transactions", 1835.

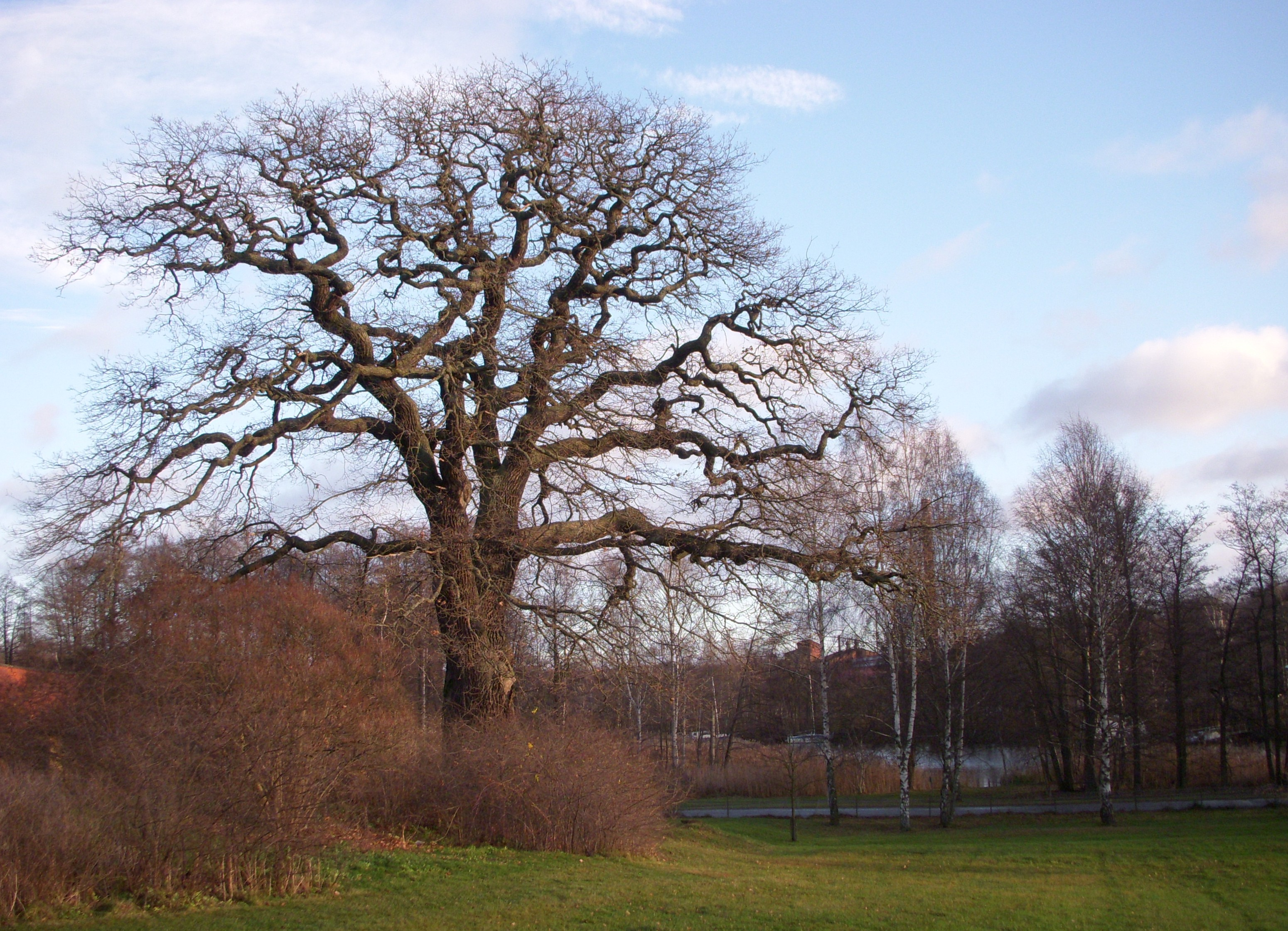
Lyells ek med Husarviken i bakgrunden, vy mot syd, december 2011.

Genom att bestämma ekens ålder, omkrets och höjd över Husarvikens vattenyta i relation till den närbelägna Fiskartorpseken försökte Lyell beräkna den så kallade vattuminskningen, det man kallar numera den postglaciala landhöjningen. 
När Charles Lyell gjorde sina beräkningar angående vattuminskningen i stockholmstrakten 1835 använde han sig av två grova ekar i området; Fiskartorpseken vid Karl XI:s fiskestuga och den så kallade Lyellseken. Att de strandförskjutningarna som hade observerats under lång tid inte berodde på minskning av Östersjöns vatten utan på att landmassan höjdes upptäcktes först senare. På 1840-talet lanserades teorin om landhöjningen, där geologen Gerard De Geer gjorde betydande insatser i början av 1900-talet (se Landhöjningen i Stockholm). 
Vid Husarvikens strand fanns även grunden till en riven bod vilken Karl XV använde för förvaring av fiskeredskap och åror. Lyell menade att denna lågliggande 1600-tals bod är bevis för att vattuminskningen (landhöjningen) inte alls var så stor som en del andra forskare förmodade. På Lyells profil syns de två ekarna (Lyells ek och Fiskartorpseken) som Lyell utnyttjade för att beräkna landhöjningen 1835.
I samband med Lyells mätningar blev eken ordentligt dokumenterad. 1835 hade den en omkrets av 4,04 meter. Lyells ek uppmättes igen i samband med att botanikern Rutger Sernander upprättade en lista över Djurgårdens ekar 1926. Då hade Lyells ek en omkrets av 5,20 meter,  höjden över Husarvikens vatten hade ökad med 10 centimeter och avståndet till strandkanten hade ökat med knappt 11 meter. År 2011 var stammens omkrets  6,30 meter, mätt en meter över marken.
Lyells ek och Fiskartorpseken är förtecknade som naturminnen nr 678 respektive 675 i botaniker Rutger Sernanders Stockholmstraktens natur- och kulturminnen från 1935. Idag räknas de dock inte längre till Stockholms naturminnen.